# كارل لينك
كارل لينك (بالألمانية: Karl Link) مواليد 27 يوليو 1942 في هيرنبرغ، ألمانيا، هو دراج ألماني في صنف سباق الدراجات على المضمار. شارك في دورة الألعاب الأولمبية الصيفية وفاز بميدالية أولمبية.

## الميداليات
| الميدالية | المسابقة                       |
| --------- | ------------------------------ |
| ذهبية     | الألعاب الأولمبية الصيفية 1964 |
| فضية      | الألعاب الأولمبية الصيفية 1968 |

## روابط خارجية
- كارل لينك على موقع أرشيف الدراجات (الإنجليزية)
- كارل لينك على موقع اللجنة الأولمبية الدولية (الإنجليزية)
- كارل لينك على موقع أوليمبيديا (الإنجليزية)